# Asil

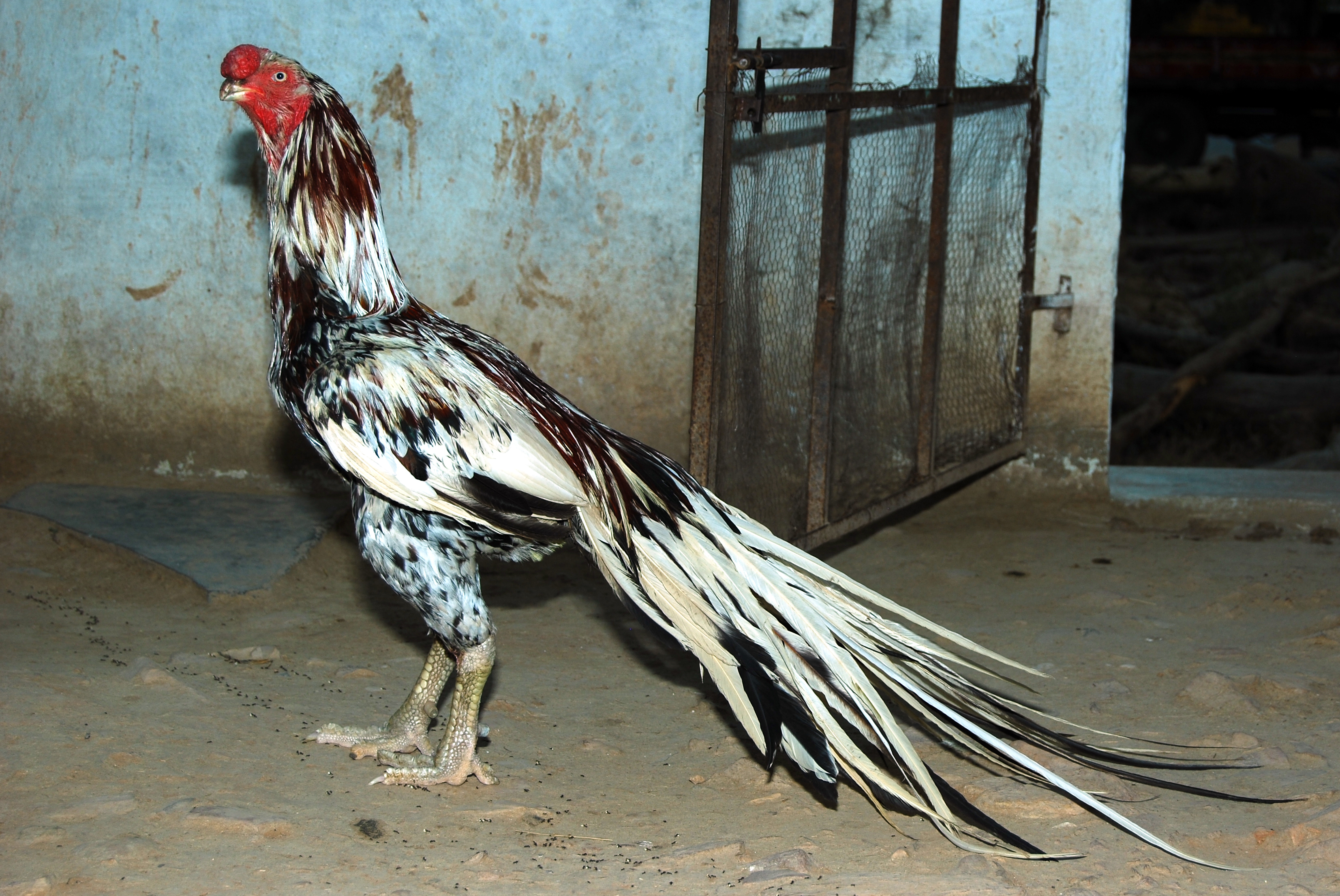
Galinha asil

Asil é uma raça de galinhas originária da Índia, descendente do malaio. Apresenta crista ervilha. São admitidas as variedades preta de peito vermelho, escura, pintada e branca. Forte e violento. Quando adultos os machos pesam em média 2,497 kg e das fêmeas de 1,816 kg.
As galinhas produzem em média 70 ovos de casca marrom, que pesam cerca de 40 g. É uma das raças capacitadas para formar galos de combate.
A raça Asil partilha um ancestral pré-histórico comum com as raças Old English Game, Malaio, Calcutá e Sumatra.